# Colwich
Colwich és una població dels Estats Units a l'estat de Kansas. Segons el cens del 2000 tenia 1.229 habitants.

## Demografia
Segons el cens del 2000, Colwich tenia 1.229 habitants, 376 habitatges, i 315 famílies. La densitat de població era de 641,2 habitants per km².
Dels 376 habitatges en un 47,3% hi vivien nens de menys de 18 anys, en un 69,9% hi vivien parelles casades, en un 9% dones solteres, i en un 16,2% no eren unitats familiars. En el 14,9% dels habitatges hi vivien persones soles el 8% de les quals corresponia a persones de 65 anys o més que vivien soles. El nombre mitjà de persones vivint en cada habitatge era de 3,13 i el nombre mitjà de persones que vivien en cada família era de 3,49.
Per edats la població es repartia de la següent manera: un 34,9% tenia menys de 18 anys, un 6,8% entre 18 i 24, un 27,9% entre 25 i 44, un 14,5% de 45 a 60 i un 15,9% 65 anys o més.
L'edat mediana era de 32 anys. Per cada 100 dones de 18 o més anys hi havia 91,8 homes.
La renda mediana per habitatge era de 51.346 $ i la renda mediana per família de 58.068 $. Els homes tenien una renda mediana de 41.667 $ mentre que les dones 28.676 $. La renda per capita de la població era de 19.588 $. Entorn del 2% de les famílies i el 2,3% de la població estaven per davall del llindar de pobresa.

## Poblacions més properes
El següent diagrama mostra les poblacions més properes.